# Vol de gradient
Le vol de gradient (en anglais dynamic soaring) est une technique de vol utilisée pour gagner de l'énergie en traversant de manière répétitive la limite entre deux masses d'air ayant des vitesses distinctes. De telles zones de gradient significatif de la vitesse de vent se trouvent soit près du sol ou dans une zone protégée par un obstacle comme à l'arrière d'une colline. Par conséquent cette technique est utilisée principalement par les oiseaux ou des planeurs radio-commandés. Il arrive également que certains pilotes de planeur, comme Ingo Renner, l'utilise. La vitesse maximale atteinte par un pilote de planeur radio-commandés est de 882 km/h, réalisée par Spencer Lisenby le 19 janvier 2021.
Le vol de gradient est parfois confondu avec le vol de pente. Dans ce dernier cas, le pilote vole légèrement en amont de la colline et utilise la déflexion verticale du vent.

## Principe de base
Plusieurs types de trajectoires peuvent être utilisés en vol de gradient. Le mécanisme le plus simple est une boucle verticale à travers les deux masses d'air en mouvement relatif. Le gain en vitesse durant une boucle s'explique par le fait que lorsque le planeur passe d'une masse d'air à une autre, sa vitesse sol reste pratiquement constante car le référentiel Terre est pratiquement galiléen. L’accroissement de la vitesse peut être expliqué soit en termes de vitesse air ou vitesse sol. Le gain en vitesse est approximativement 2 fois la différence de vitesses entre les couches supérieure et inférieure. La trajectoire idéale est montrée dans l'animation ci-dessous et est décrite en détail dans la boîte déroulante.
L'énergie est extraite en réduisant (légèrement) la différence de vitesse entre les deux masses d'air au cours des demi-rotations à 180 degrés qui ralentissent (légèrement) les masses d'air. On notera que les énergies mises en jeu au niveau du planeur sont totalement négligeables par rapport aux énergies mises en jeu par les masses d'air.

## Oiseaux

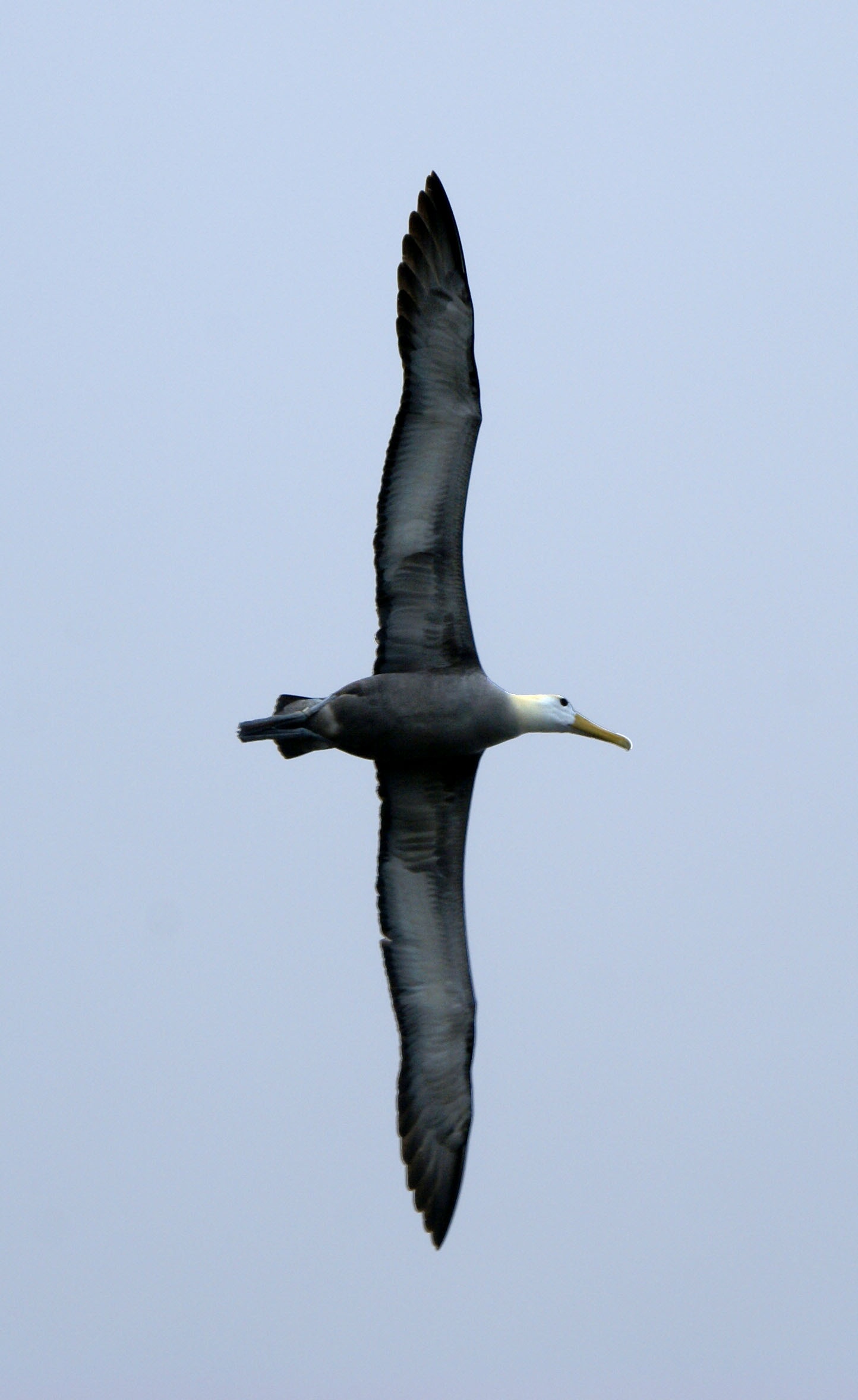
Albatros des Galapagos, Phoebastria irrorata

Certains oiseaux de mer planent dynamiquement en plongeant dans les creux des vagues et remontant au-dessus de la crête de la houle. Les albatros utilisent cette technique couramment pour parcourir des distances de plusieurs milliers de kilomètres dans les mers du Sud sans battement d'ailes notable. Lorsque l'oiseau remonte face au vent au-dessus de la crête de la houle, il se retrouve en présence d'un vent de face important et donc sa vitesse air devient importante. En tournant à 180 degrés et en plongeant, il se retrouve à nouveau à l'abri de la vague, sa vitesse air s’accroit encore une fois. Donc, recommençant ce cycle, l'oiseau peut voler presque indéfiniment sans trop d'effort sauf à effectuer des virages. En effet, l'oiseau extrait de l'énergie à partir du gradient de la vitesse du vent.
Lord Rayleigh fut le premier à décrire le vol de gradient en 1883 dans la revue scientifique britannique Nature :
"…a bird without working his wings cannot, either in still air or in a uniform horizontal wind, maintain his level indefinitely. For a short time such maintenance is possible at the expense of an initial relative velocity, but this must soon be exhausted. Whenever therefore a bird pursues his course for some time without working his wings, we must conclude either
1. that the course is not horizontal,
2. that the wind is not horizontal, or
3. that the wind is not uniform.

It is probable that the truth is usually represented by (1) or (2); but the question I wish to raise is whether the cause suggested by (3) may not sometimes come into operation."
Traduction française : « un oiseau sans utiliser ses ailes, ne peut pas, dans une masse d'air immobile ou à l'intérieur d'une masse d'air de vitesse uniforme, maintenir son niveau de vol indéfiniment. Pendant un temps bref, la conservation de l'altitude de vol ne peut se faire qu'aux dépens de la vitesse de vol initiale qui sera progressivement réduite à zéro. Par conséquent, si un oiseau poursuit sa course pendant quelque temps sans battre des ailes, nous devons conclure que soit :
1. sa trajectoire n'est pas horizontale,
2. le vent n'est pas horizontal, ou
3. la vitesse du vent n'est pas uniforme.

Il est probable que la vérité se trouve dans les assertions (1) et (2). Toutefois, je me demande si l'assertion (3) n'est pas valable dans certains cas. »
Le premier cas décrit par Lord Rayleight est un simple plané, le deuxième cas est soit un vol de pente, un vol thermique ou un vol d'onde. Le dernier cas est un vol de gradient.

## Vol à voile
Dans l'ouvrage Streckensegelflug publié en anglais sous le titre Cross-Country Soaring  par la Soaring Society of America et en français sous celui de La course en planeur, Helmut Reichmann décrit un vol effectué par Ingo Renner à bord d'un planeur Glasflügel H-301 Libelle au-dessus de Tocumwal en Australie en 1974. Ce jour-là, le vent était calme au sol et au-dessus d'une inversion de température à 1000 pieds (300 mètres), le vent soufflait à 40 nœuds (70 km/h). Renner effectua un remorqué jusqu'à 1200 pieds (350 mètres) à partir duquel il plongea en vent arrière jusqu'à ce qu'il rencontrât la masse d'air immobile ; ensuite il effectua un virage serré de 180 degrés avec une charge alaire importante puis remonta rapidement. En traversant la couche d'inversion, il se retrouva à nouveau face à un vent de face de 40 nœuds. La vitesse air gagnée lui permettait de maintenir son altitude. En répétant la manœuvre, il put maintenir son altitude pendant 20 minutes en l'absence de toute ascendance bien qu'il dérivait rapidement poussé par le vent. Par la suite, il raffina sa technique à bord d'un planeur Pik 20 et il fut capable d'éliminer sa dérive arrière et même de se déplacer contre le vent. Slater
affirme que le vol de gradient est possible avec des gradients aussi petits que 1m/s / 100 m.

## Planeur radio-commandé

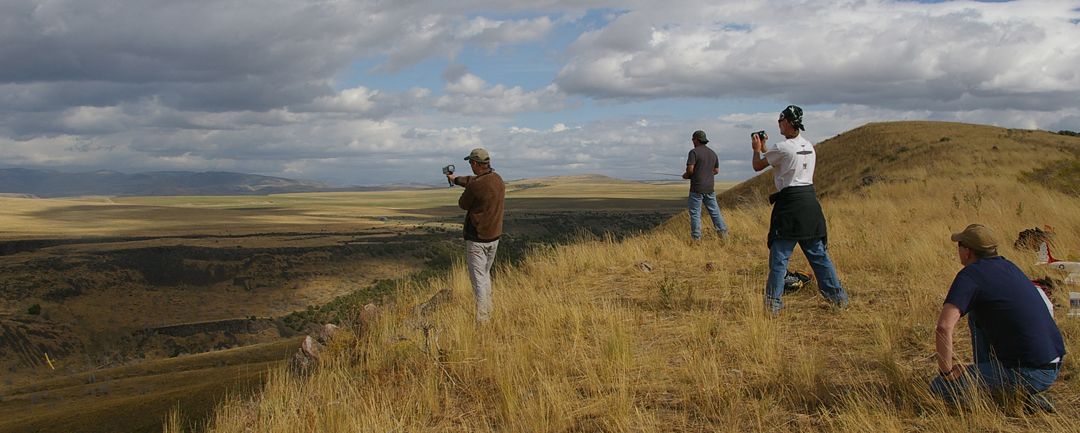
Vol de gradient avec un planeur R/C près de Idaho Falls, ID, USA. Le vent souffle de la droite vers la gauche.

À la fin de la décennie 1990, les utilisateurs de planeurs radio commandés eurent l'idée de pratiquer le vol de gradient à la suite d'une idée de Joe Wurts. Les pilotes de planeurs radio commandés effectuent les vols de gradient sous le vent d'obstacles au sol comme des arêtes de collines, des falaises, etc. Ces obstacles peuvent soit arrêter le vent complètement ou même l'inverser localement. Le gradient de vitesse du vent peut être beaucoup plus grand que le gradient utilisé par les oiseaux ou les planeurs de taille normale. Par conséquent la quantité d'énergie extraite peut être accrue, nonobstant les charges alaires plus élevées subies à la limite de la zone au vent et de la zone protégée. En raison de ces charges élevées, les planeurs radio commandés sont construits en matériaux composites. 
En 2014, un record de vitesse à 813 km/h a été établi par Bruce Tebo qui avait utilisé un Kinetic 130 lesté de 12 kg, dans un vent d'environ 90 km/h et des rafales à 105 km/h,. En 2015 puis 2018 le pilote Spencer Lisenby pousse le record avec une vitesse maximale à 825 puis 877 km/h mesurée par radar portable, avec un planeur Transonic DP (3,3 m d'envergure). Le 19 janvier 2021, le record est de nouveau battu avec 882 km/h par son détenteur Spencer Lisenby  avec de nouveau le planeur DSKinetic Transonic DP, assisté par Bruce Tebo pour la mesure de vitesse au canon radar.
Une règle empirique dit que la vitesse maximale que peut atteindre un planeur radiocommandé est égale à 10 fois la vitesse du vent.